# Saya no uta
(Saya)
Saya no uta (沙耶の唄? lett. "Il canto di Saya") è una visual novel giapponese prodotta dalla Nitroplus, pubblicata il 26 dicembre 2003 per Microsoft Windows.
Il gioco ha riscosso molto successo tra i fan del genere, che hanno dato via ad una serie di progetti per creare una patch per tradurre il gioco in moltissime lingue, tra cui inglese, francese, tedesco, italiano, spagnolo, portoghese, russo, ungherese, coreano, cinese e vietnamita. Nel luglio 2011, JAST USA, dopo aver acquistato i diritti, ha annunciato l'intento di pubblicare il gioco in inglese, portato a compimento il 6 maggio 2013 con il titolo Song of Saya ~ Saya no Uta.
Il gioco possiede dei riferimenti ed è in parte ispirato ai racconti dello scrittore statunitense Howard Phillips Lovecraft, in particolare al racconto La chiave d'argento, oggetto citato negli scritti del professor Ougai all'interno del gioco. Il gioco contiene temi e contenuti controversi come omicidio, infanticidio, ideazioni suicide, disturbo mentale, alienazione, lavaggio del cervello, immagini violente e grottesche, violenza sessuale (intesa come pratica di tortura), cannibalismo sia involontario che volontario e lolitismo immaginario allucinatorio, dal momento che il personaggio di Saya ha l'aspetto di una ragazza adolescente, ma appare tale solo a causa di un delirio allucinatorio del protagonista, che non corrisponde alla realtà. 

## Trama
Fuminori Sakisaka è uno studente di medicina, la cui vita è stata radicalmente cambiata nel tragico incidente in cui è stato coinvolto e dove sono morti i suoi genitori. Per salvargli la vita, i medici lo hanno sottoposto ad un intervento neurochirurgico sperimentale, che ha però avuto come effetto collaterale una grave forma di agnosia, che ha fortemente alterato i suoi sensi. Fuminori percepisce ora il mondo come un orrendo incubo, in cui il cielo è nero e tutto è ricoperto da carne pulsante, organi e sangue; le persone gli appaiono come grotteschi ammassi di carne che emanano un terribile fetore, e persino il cibo ha un sapore disgustoso.
Fuminori avrebbe già posto fine alla sua esistenza, se non fosse che una notte, mentre è ancora ricoverato in ospedale, incontra Saya, una misteriosa ragazza che gli appare incredibilmente normale. Gioendo per aver trovato un briciolo di speranza in questo mondo orrorifico, convince la ragazza a vivere con lui. Fuminori ora cerca di portare avanti la sua vita, sopportando l'orrore del mondo che lo circonda e le difficoltà a relazionarsi con quelli che una volta erano i suoi amici, sapendo che, quando tornerà a casa, potrà ritrovare Saya.

## Modalità di gioco
Come nella maggior parte delle visual novel, la giocabilità in Saya no uta consiste nel leggere il testo accompagnato dalle immagini dei personaggi e da fondali fissi, effettuando alcune scelte che andranno a determinare il prosieguo della storia.
Il gioco possiede un totale di tre scelte, e ciascuna conduce direttamente a uno dei tre possibili finali del gioco.

## Personaggi
Fuminori Sakisaka (匂坂 郁紀?, Sakisaka Fuminori)
Seiyū: Hikaru Midorikawa
È il protagonista del gioco. Radicalmente cambiato dopo un incidente dal quale riesce miracolosamente a sopravvivere, perdendo tuttavia entrambi i genitori. Per molti aspetti Fuminori è un antieroe. Sebbene sia consapevole di condurre una vita straniante, a causa della sua diversa percezione della realtà, continua a vivere fingendo che tutto sia normale. In questa sua vita, colma di orrore e disperazione, vede Saya come la sua unica salvezza.
Saya (沙耶?, Saya)
Seiyū: Naoko Takano
È l'eroina del gioco. Saya è l'unica persona che Fuminori percepisce come "normale". Ha l'aspetto di una giovane ragazza dalla pelle pallida e come rivela a Fuminori, anche lei è sola al mondo.
Kouji Tonō (戸尾 耕司?, Tonō Kōji)
Seiyū: Yasunori Matsumoto
Kouji era il migliore amico di Fuminori. Dopo l'incidente soffre nel vedere così cambiato l'amico e cerca di aiutarlo in ogni modo possibile.
Oumi Takahata (高畠 青海?, Takahata Ōmi)
Seiyū: Hyo-sei
Oumi è la fidanzata di Kouji e la migliore amica di Yoh. Dato il suo temperamento è particolarmente infastidita dal comportamento che Fuminori riserva a Yoh e in generale dal suo atteggiamento.
Yoh Tsukuba (津久葉 瑶 ?, Tsukuba Yōh)
Seiyū: Mio Yasuda
Yoh è la migliore amica di Oumi. Prima dell'incidente aveva confessato i suoi sentimenti a Fuminori che, dopo avergli chiesto tempo per pensarci, non aveva potuto più risponderle a causa dell'incidente. Da allora, dopo il cambiamento di Fuminori, si trova particolarmente a disagio, non sapendo come comportarsi di fronte al suo atteggiamento freddo.
Ryouko Tanbo (丹保 凉子?, Tanbo Ryōko)
Seiyū: Mitsuki Saiga
È la dottoressa che si occupa di Fuminori.

## Media correlati
Un fumetto in tre volumi, basato su Saya no uta e chiamato Song of Saya, è stato pubblicato da IDW Publishing.. I fumetti sono stati distribuiti tra febbraio e aprile 2011.

### Colonna sonora
Le musiche sono state composte dallo ZIZZ STUDIO.
1. "Schizophrenia"
2. "Sabbath"
3. "Seek"
4. "Spooky Scape"
5. "Song of Saya I"
6. "Song of Saya II"
7. "Sin"
8. "Sunset"
9. "Shapeshift"
10. "Scare Shadow"
11. "Scream"
12. "Savage"
13. "Silent Sorrow"
14. "Song of Saya" (沙耶の唄?, Saya no uta), cantata da Kanako Itō
15. "Shoes of Glass" (ガラスのくつ?, Garasu no kutsu), cantata da Kanako Itō